# NGC 7005
NGC 7005 é um asterismo na direção da constelação de Aquarius. O objeto foi descoberto pelo astrônomo Heinrich d'Arrest em 1855, usando um telescópio refrator com abertura de 4,5 polegadas. 